# Аккерман, Паскаль
Паскаль Аккерман (нем. Pascal Ackermann; род. 17 января 1994, Кандель, земля Рейнланд-Пфальц, Германия) — немецкий профессиональный шоссейный велогонщик, выступающий c 2017 года за команду «Bora-Hansgrohe». Чемпион Германии в групповой гонке 2018 года.

## Достижения

### Трек
2011
1-й  Чемпион мира  — командный спринт (юниоры)
1-й  Чемпион Германии —  гит на 1 км (юниоры)
1-й  Чемпион Германии —  командный спринт (юниоры)
2-й  Чемпионат Европы —  командный спринт (юниоры)
2-й Чемпионат Германии — кейрин (юниоры)
2012
1-й   Чемпион Европы — омниум (юниоры)
1-й   Чемпион Германии —  гонка по очкам (юниоры)
2-й Чемпионат Германии —  командный спринт (юниоры)
2-й Чемпионате Германии — мэдисон (юниоры)
3-й  Чемпионат Европы — мэдисон (юниоры)
2013
2-й Чемпионат Германии —  командный спринт
2-й Чемпионат Германии — скрэтч
2014
3-й Чемпионат Германии — мэдисон

### Шоссе
2015
1-й — Этап 2 Тур Пястовского пути (Szlakiem Grodow Piastowskich - CCC Tour)
2-й Нойзеен Классикс
8-й Чемпионат Европы — групповая гонка U23
2016
1-й  Чемпион Германии — Командная гонка
1-й  Чемпион Германии — Групповая гонка U23
1-й — Этап 4 и 5 Тур Берлина U23
2-й  Чемпионат мира — Групповая гонка U23
3-й Münsterland Giro
4-й Тур Эстонии — Генеральная классификация
7-й Тур Кёльна
4-й Чемпионат Германии — Групповая гонка
2017
1-й  в спринтерской классификации на Туре Альп
4-й Чемпионат Европы — Групповая гонка
5-й Схелдепрейс
2018
1-й  Чемпион Германии — Групповая гонка
1-й Лондон — Суррей Классик
1-й — Этап 2 Критериум Дофине
1-й — Этап 5 Тур Романдии
1-й — Этапы 1 и 2 Тур Польши
2-й Три дня Де-Панне
2-й Схелдепрейс
3-й Хандзаме Классик
2019
Джиро д’Италия
 Очковая классификация
1-й на этапах 2 и 5
1-й Эшборн — Франкфурт
1-й Классика Альмерии
1-й Бредене-Коксейде Классик
1-й Гран-при Фурми
1-й Гойксе Пейл
1-й  Очковая классификация Волта Алгарви
1-й  Очковая классификация Тур Гуанси
1-й — Этапы 3 и 6
1-й — Этапы 1 и 3 Тур Польши
1-й — Этап 1 Тур Германии
1-й — Этап 1 Тур Словении
2-й Нокере Курсе
2-й Классика Брюсселя
2-й Münsterland Giro
2-й Гран-при Импанис–Ван Петегем
3-й  Чемпионат Европы — Групповая гонка
2020
2-й Trofeo Ses Salines-Campos-Porreres-Felanitx
2-й Trofeo Playa de Palma-Palma
2022
1-й — Этап 4 Тур Польши

## Статистика выступлений наГранд Турах
| Гонка   | 2019 |
| ------- | ---- |
| Джиро   | 122  |
| Тур     | —    |
| Вуэльта | —    |